# Odile Felgine
Odile Felgine est une chercheuse, écrivain, poète et peintre française née en 1960.

## Biographie
Odile Felgine a consacré de longues recherches érudites, pionnières et reconnues à l'écrivain français Roger Caillois et à l'éditrice argentine Victoria Ocampo, aux intellectuels français réfugiés en Amérique latine pendant la Seconde Guerre mondiale. Ses travaux portent aussi sur l'histoire des politiques de langues (sa première thèse), la francophonie (nombreux articles sur des écrivains du monde francophone), les arts plastiques (elle a écrit des monographies sur Jacques Villeglé et Henri Michaux ainsi que la première biographie de Jacques Villeglé). Elle est l'auteur de la première biographie écrite en français de Jorge Luis Borges (éditions Plon, 2025).
Elle a procuré plusieurs correspondances (Victoria Ocampo-Roger Caillois, lettres présentées et annotées par Odile Felgine, avec la collaboration de Laura Ayerza de Castilho ; Jean Paulhan-Roger Caillois, édition établie et annotée avec Claude Pérez ; Jean Paulhan-Paul Eluard, édition établie et annotée avec Claude Pérez).
Diplômée d'histoire, docteur en Sciences politiques, docteur ès-Lettres, elle a travaillé à l'Unesco et collaboré à diverses publications internationales.
Auteur de romans, de recueils de poèmes et de nouvelles fantastiques, elle les accompagne parfois de peintures, d'aquarelles oniriques. Certaines de ses peintures ont été reproduites par la revue Midi.
Elle a a obtenu le Grand Prix de la Ville de la Baule  en 2001 pour Voyage  chez les Si-Li « et l'ensemble de son œuvre » et a été nommée pour le prix Arverne 2016 pour son roman librement inspiré de la vie de son père Le Maître du Vent.

## Œuvres

### Biographies
- Roger Caillois, raisons et vertiges, thèse de doctorat dirigée par Henry Bouillier, 1993[2]
- Victoria Ocampo, par Laura Ayerza et Odile Felgine, préambule d'Ernesto Sabato, Criterion, Paris, 1990. Réédition en version numérisée, Fleurus, 2012. Plusieurs traductions (espagnol (Argentine, Espagne), portugais, japonais)
- Roger Caillois, Odile Felgine, Stock, Paris, 1994
- Jacques Villeglé, avec un texte d'Arnaud Labelle-Rojoux, galerie Guy et Linda Pieters, Knokke-le-Zoute, 2007
- Jorge Luis Borges, l’homme-univers de Buenos Aires (biographie), Paris, Plon, 2025, 432 p. (ISBN 978-2259321846).

### Correspondances
- Correspondance Jean Paulhan-Roger Caillois, édition annotée et présentée avec Claude-Pierre Pérez, Cahiers Jean Paulhan no 6, Gallimard, Paris, 1991
- Correspondance Victoria 0campo-Roger Caillois, lettres présentées et annotées par Odile Felgine, avec la collaboration de Laura Ayerza de Castilho, Stock, Paris, 1997 (traduite en espagnol et italien)
- Correspondance Jean Paulhan-Paul Éluard, édition établie et annotée avec Claude-Pierre Pérez, éditions Claire Paulhan, Paris, 2003

### Monographies d'artistes
- Jacques Villeglé, Neuchâtel, Ides et Calendes, coll. « Polychrome », 2001
- Henri Michaux, Neuchâtel, Ides et Calendes, coll. « Polychrome », 2006

### Poèmes
- Le Dit des Almadies, Silex-Nouvelles du Sud, Ivry/Seine-Yaoundé, 1995
- L'Alphabet de Venise, poèmes-graphismes, Silex-Nouvelles du Sud, Ivry/Seine-Yaoundé, 1996
- Le Nombre, la Borne, les Visages, poèmes-graphismes, Silex-Nouvelles du Sud, Ivry/Seine, 1998
- Voyage chez les Si-Li et autres traversées, écriture-peinture, Silex-Nouvelles du Sud, Ivry/Seine, 2000
- Retour chez les Si-Li, accompagné de Traité Si-Li et de Poèmes de la Nuit, écriture-peinture, Silex-Nouvelles du Sud, Ivry/Seine-Yaoundé, 2001, préface de Jean-Baptiste Para
- Troisième voyage chez les Si-Li, suivi de Boîtes, écriture-peinture, Silex-Nouvelles du Sud, Ivry/Seine-Yaoundé, 2004
- Soubresaut, Rareté des Sept Collines, Saint Julien-Molin-Molette, 2004
- Portraits imaginaires, visages, poèmes et peintures, Silex-Nouvelles du Sud, Ivry/Seine, 2014
- Une forme de Tout, poèmes et peintures (aquarelles et encres de l'auteur), Petra, Paris,2018
- Par la sente de l'aquarelle, suivi de Dies ista gaudium (Ce jour a restauré la joie), poèmes, Silex-Nouvelles du Sud, Ivry/Seine, 2020

### Romans et nouvelles
- Déposition, éditions Dianoïa, Chennevières-sur Marne, 2002, diffusion PUF
- Noma, éditions Dianoïa, Chennevières-sur Marne, 2009, diffusion PUF (édition revue et augmentée de La Requête, sous le pseudonyme d'Alicia Ortega, Nouvelles du Sud, Ivry/Seine Yaoundé, 1999)
- Les Orants de la déesse, nouvelles et contes fantastiques, Silex/Nouvelles du Sud, Ivry/Seine, 2011
- Le maître du vent, éditions de l'Amandier, Paris, 2015
- La fille de lave, (cycle du Maître du vent), roman historique, éditions Unicorne, Paris, 2022

### Autres
- Europe, direction du numéro collectif « Roger Caillois », novembre-décembre 2000
- « Vie et œuvre » du volume Quarto Roger Caillois : Œuvres, Gallimard, Paris, 2008
- « Introduction » de Dialogue (entretien, textes rares et lettres inédites) de Jorge Luis Borges et Victoria Ocampo, Bartillat/SUR, Paris/Buenos Aires, 2014
- Lévi-Strauss, Caillois, Borges, V. Ocampo, Supervielle, Bernanos, Saint-Exupéry et l'Écriture en exil, Dianoïa, PUF, 2014

```
* Étude « Les écrivains français exilés en Amérique latine et la Résistance extérieure : Georges Bernanos, Roger Caillois, Jules Supervielle... » in 
De Gaulle et l'Amérique latine
, Actes du colloque de la Fondation De Gaulle, Presses Universitaires de Rennes, Rennes, 2014
```